# Prüfarzneimittel
Ein Prüfarzneimittel, auch Prüfpräparat oder Prüfmedikament (englisch Investigational Medicinal Product (IMP), Investigational New Drug (IND) oder Study Drug), wird in der Arzneimittelforschung verwendet. Es handelt sich um Arzneistoffzubereitungen oder um Placebos, die in einer klinischen Prüfung am Menschen getestet oder als Vergleichspräparate verwendet oder zum Erzeugen bestimmter Reaktionen am Menschen eingesetzt werden.

## Definition
Prüfpräparate können sowohl Arzneimittel sein, die nicht zugelassen sind, aber auch zugelassene Arzneimittel, wenn diese in einer klinischen Prüfung am Menschen
- in einer anderen als der zugelassenen Darreichungsform oder
- für ein nicht zugelassenes Anwendungsgebiet oder
- zum Erhalt zusätzlicher Informationen über das zugelassene Arzneimittel oder
- als Vergleichspräparat in einer Studie mit noch nicht zugelassenen Arzneimitteln

eingesetzt werden.

## Herstellung
In der EU ist die Herstellung von Prüfarzneimitteln genehmigungspflichtig und unterliegt den Regelungen der »Guten Herstellungspraxis«, insbesondere Anhang 13 des Leitfadens für die Gute Herstellungspraxis für Arzneimittel und Prüfpräparate. Die Einfuhr von Prüfpräparaten, die außerhalb der EU hergestellt wurden, ist ebenfalls genehmigungspflichtig.
Die Herstellung und Verpackung von Prüfarzneimitteln ist zumeist technisch schwieriger als für zugelassene Arzneimittel. Gründe dafür sind:
- die oft noch unvollständige Erfahrung mit der physischen Beschaffenheit des Testarzneimittels,
- die große Vielfalt der Versuchsanordnungen in klinischen Studien,
- der Bedarf für eine Verpackung, die die häufig erforderliche Verblindung in klinischen Studien sicherstellt und die gegenseitige Kontamination von zu vergleichenden Prüfpräparaten bzw. Verwechslungen ausschließt,
- der vielfach bestehende Bedarf für eine mehrsprachige Kennzeichnung in den heute zumeist international durchgeführten klinischen Studien,
- die kleinen Chargengrößen, die oft eine Automatisierung unwirtschaftlich machen

Daher werden auch heute noch Prüfpräparate teilweise von Hand gefertigt.

## Kennzeichnung
Die Kennzeichnung von Prüfpräparaten unterliegt in der EU den Regelungen der Guten Klinischen Praxis. Sie soll zum Schutz der Studienteilnehmer beitragen. Dazu soll sie die Rückverfolgbarkeit sicherstellen, die Identifizierung des Arzneimittels und der Studie ermöglichen und zu einer ordnungsgemäßen Verwendung des Arzneimittels beitragen.
In Deutschland und Österreich müssen daher unter anderem die folgenden Angaben auf den äußeren Umhüllungen gut lesbar, allgemein verständlich in deutscher Sprache und auf dauerhafte Weise angegeben werden:
- Name, Firma, Anschrift und Telefonnummer des Studiensponsors und die seines Auftragnehmers,
- Bezeichnung und Arzneistoffgehalt des Prüfpräparates (oder eine entsprechende Verschlüsselung bei verblindeten Studien)
- Chargenbezeichnung mit der Abkürzung „Ch.-B.“
- Darreichungsform und Inhalt nach Gewicht, Volumen oder Stückzahl
- Art der Anwendung
- Dosierungsanleitung mit Einzel- oder Tagesgaben
- Haltbarkeit
- Nummer des Prüfplans
- die von der europäischen Datenbank EudraCT vergebene Nummer
- individueller Identifizierungscode für den Studienteilnehmer
- ein Hinweis, dass das Arzneimittel nur zur klinischen Prüfung bestimmt ist
- ggf. Aufbewahrungs- oder Lagerungshinweise
- ggf. ein Hinweis, dass das Prüfpräparat unzugänglich für Kinder aufbewahrt werden soll
- ggf. besondere Vorsichtsmaßnahmen für die Beseitigung und Rückgabe von nicht verwendeten Prüfpräparaten und zur Vermeidung von Schäden für Mitmenschen oder Umwelt

Einige dieser Angaben können auch in einem Begleitdokument aufgeführt werden, das den Studienteilnehmer ausgehändigt wird. Ausnahmen von den Regelungen über die Kennzeichnung von Prüfpräparaten können im Einzelfall gestattet werden, etwa im Fall einer epidemische Lage von nationaler Tragweite (§ 5 Abs. 4 Satz 1 IfSG a.F.) Dies war beispielsweise während der COVID-19-Pandemie der Fall, wo eine solche Ausnahme durch Rechtsverordnung befristet möglich wurde.
Die in der Schweiz anwendbaren Regeln lehnen sich an die EU-Regelungen an.